# マンフレード5世 (サルッツォ侯)
マンフレード5世（イタリア語：Manfredo V, 1315年 - 1392年）は、サルッツォ侯（在位：1330年 - 1332年）。また、1341年から1342年にかけて侯位を簒奪した。

## 生涯
マンフレード5世はサルッツォ侯マンフレード4世の次男である。母はマンフレード4世の2番目の妃イザベラ・ドーリアであった。イサベラ・ドーリアより影響を受け、父マンフレード4世はマンフレード5世を侯位の継承者とした。しかし、1330年に異母兄フェデリーコ1世が継承権を主張し、内乱が勃発した。フェデリーコ1世の親族にあたるサヴォイア伯アメデーオ6世の仲裁により、母イザベラとの性的スキャンダルに巻き込まれた後、1334年にマンフレード5世はフェデリーコ1世に侯位を譲ることを余儀なくされた。
1336年にフェデリーコ1世が死去し、マンフレード5世は甥で正統な継承者のトンマーゾ2世に宣戦布告した。マンフレード5世の軍は主にアンジュー家の傭兵により構成されていた。1341年、短期間の包囲の後、サルッツォは降伏し、マンフレード5世の軍は略奪を行い、城を破壊した。そしてトンマーゾ2世は投獄された。
しかし、ガメナリオの戦いの後にマンフレード5世を支援していたナポリ王ロベルト1世の勢力が衰退し、1342年にマンフレード5世はヴィスコンティ家によりサルッツォを放棄することを余儀なくされた。マンフレード5世はパヴィーアにおいて1392年に死去し、聖フランチェスコ教会に埋葬された。